# Comité Diderot
 (avril 2025).
Motif : Sources ? Notoriété ?
- Archive Wikiwix
- Bing
- Cairn
- DuckDuckGo
- E. Universalis
- Gallica
- Google
- G. Books
- G. News
- G. Scholar
- Persée
- Qwant
- (zh) Baidu
- (ru) Yandex
- (wd) trouver des œuvres sur Wikidata

| 1. | Préciser le motif de la pose du bandeau. | Précisez le motif de la pose du bandeau en utilisant la syntaxe suivante : {{admissibilité à vérifier\|date=juillet 2025\|motif=remplacez ce texte par le motif}}                   |
| 2. | Informer les utilisateurs concernés.     | Pensez à avertir le créateur de l'article, par exemple, en insérant le code ci-dessous sur sa page de discussion : {{subst:avertissement admissibilité à vérifier\|Comité Diderot}} |

 (avril 2025).
Le Comité Diderot est un réseau international d'universitaires, d'experts et de professionnels de l'audiovisuel qui souhaitent contribuer au rétablissement de la libre circulation de l'information, sans propagande de guerre, entre l'Europe et la Russie en vue d'apporter un soutien aux sociétés civiles ukrainienne, russe et biélorusse. Il est créé en mars 2022, dans le contexte de l'agression de la fédération de Russie contre l'Ukraine et des importantes restrictions à la liberté d'expression en Russie.

## Caractéristiques
Le Comité Diderot a pour objet de lutter contre la désinformation russe dans le cadre de l'invasion de l'Ukraine par la Russie. Il contribue à l'action de Reporters sans frontières auprès de l'Arcom et du Conseil d'Etat qui conduit à l'interdiction de la diffusion par Eutelsat des chaînes russes de propagande de guerre NTV, Pervyi Kanal et Rossiya 1. Il propose l'idée et contribue au lancement du bouquet de chaînes Svoboda Satellite. Il lance diverses alertes concernant le contournement des sanctions européennes contre les médias russes de propagande et contre les chaînes islamistes soutenant le terrorisme[réf. souhaitée].
L'historien Antoine Arjakovsky cite l'action de RSF et du Comité Diderot comme exemple de « ministères de la Paix » émanant de la société civile. Le professeur de droit des médias Andrei Richter souligne que l'approche des sanctions par le Comité Diderot va au-delà de la critique de la désinformation qui fonde les sanctions de l'Union européenne, en mettant l'accent sur des appels par les chaînes russes de propagande à l'enlèvement, voire à l'assassinat, de dirigeants étrangers en visite en Ukraine, des déclarations incitant au génocide des Ukrainiens, des propos homophobes et antisémites, proposant la légitimation de l'utilisation possible d'armes nucléaires contre des pays soutenant l'Ukraine, qualifiés de « 40 États nazis », et propageant l'annonce d'une IIIe Guerre mondiale qui devrait conduire à la démilitarisation de l'OTAN. Le Comité Diderot est qualifié d'« influent » par Advanced Television, presse spécialisée dans l'audiovisuel. Le consultant danois en matière de télécommunications John Strand cite les travaux du Comité Diderot concernant la collaboration d'Eutelsat avec l'appareil de propagande du régime du Kremlin dans ses analyses du marché international des télécommunications.

## Historique

### Origines: pétition d'avril 2022
Le 21 mars 2022, Jim Phillipoff, ancien directeur du Kyiv Post et d'une plate-forme de télévision numérique en Ukraine, publie dans le Kyiv Post un article dans lequel il constate que les chaînes de propagande de guerre russes sont diffusées vers la Russie par le satellite Eutelsat 36B de l'opérateur français de satellites Eutelsat, dont les clients sont les plates-formes de télévision à péage NTV Plus et Trikolor. Il suggère que des sanctions prises contre ces deux plates-formes permettraient de libérer des capacités et de diffuser des chaînes d'information indépendante pour contrer la propagande officielle.
Jim Phillipoff est contacté par André Lange, chercheur belge en communication et ancien expert et responsable de département à l'Observatoire européen de l'audiovisuel (Conseil de l'Europe). Ils décident de créer le Comité Diderot en vue de promouvoir ce projet.
Le 5 avril 2022, le Comité Diderot publie un premier rapport et lance une pétition signée par diverses personnalités universitaires et du secteur audiovisuel. Parmi les signataires figurent notamment  tous les membres de l'autorité de régulation ukrainienne Conseil national de la Radio et de la Télévision (NRADA),. La pétition est adressée aux principaux dirigeants européens, et aux dirigeants d'Eutelsat. Elle  reprend la proposition de sanctions et l'idée d'un bouquet de chaînes alternatives. Elle dénonce également le fait que les deux plates-formes clientes d'Eutelsat ont arrêté la diffusion vers la Russie de huit chaînes internationales d'information,.
À la suite de l'action du Comité Diderot, la Fédération européenne des journalistes et la Fédération internationale des journalistes déposent une alerte formelle auprès de la Plate-forme pour la sécurité des journalistes du Conseil de l'Europe, dénonçant le fait qu'Eutelsat a accepté la censure de huit chaînes internationales d'information.
Eutelsat répond en défendant sa neutralité et en argumentant que c'est aux autorités européennes ou nationales de prendre des sanctions, et non à l'opérateur.

## Actions

### Collaboration avec RSF pour la mise en demeure d'Eutelsat par l'Arcom
Faute d'avoir obtenu gain de cause auprès des institutions européennes pour des sanctions contre les deux plates-formes russes, le Comité Diderot s'associe avec Reporters sans frontières (RSF) pour obtenir des sanctions contre les trois principales chaînes russes véhiculant de la propagande de guerre, NTV, Pervyi Kanal et Rossiya 1. Le Comité Diderot prépare un dossier détaillé de signalement utilisé par RSF pour saisir l'Arcom. En se basant sur ce dossier, Reporters sans frontières argumente que ces chaînes
- ne respectent pas la dignité humaine (notamment par le non-respect répété des dispositions de la Convention de Genève sur les prisonniers de guerre) ;
- ne garantissent pas le caractère pluraliste de l’expression des courants de pensée et d’opinion ;
- portent atteinte à la sauvegarde de l’ordre public européen par la légitimation d’atteintes à l’intégrité territoriale de l’Ukraine, à la légitimation d’une agression militaire injustifiée et à l’appel au recours des armes nucléaires dans le cadre d’une troisième guerre mondiale contre « 40 États nazis » ;
- incitent de manière régulière à la haine et à la violence contre la population ukrainienne, mais aussi à la haine contre d’autres populations et contre les minorités sexuelles ;
- proposent des appels à l’extermination de masse ou des appels au meurtre de dirigeants, qui peuvent être considérés comme relevant de l’article 421-2-5 du Code pénal (provocation à commettre des actes terroristes)[2].

Le Conseil d’État donne raison à RSF en affirmant la compétence de l'Arcom.
Dans la foulée de la décision du Conseil d’État, le 14 décembre 2022, l'Arcom met en demeure Eutelsat d'interrompre la diffusion des chaînes NTV, Pervyi Kanal et Rossiya 1,.

### Collaboration avec RSF pour la conception du bouquet Svoboda Satellite
RSF annonce le 7 septembre 2023 qu'un accord zest signé avec Eutelsat, pour lancer le bouquet Svoboda Satellite, fruit d'un parternariat avec le Comité Diderot. En janvier 2024, Jim Phillipoff, cofondateur du Comité DIderot, est engagé par RSF pour diriger le projet.
Le bouquet est lancé le 5 mars 2025 au Parlement européen, en présence de Véra Jourova, vice-présidente de la Commission européenne chargée de l’Etat de droit et de Andrus Ansip, Député européen,,.

### Contournement des sanctions européennes par les opérateurs
En octobre 2022, le Comité Diderot constitue avec d'autres organisations (Union des Ukrainiens de France, Pour l'Ukraine, leur liberté et la nôtre !, Russie-Libertés, Société pour la protection de l'Internet) la Coordination Stop Bloodcasting, qui interpelle les autorités françaises et européennes. Une manifestation est organisée devant le siège d'Eutelsat à Issy-les-Moulineaux le 9 octobre 2022,,,.
La Coordination Stop Bloodcasting alertent en octobre 2022 la Présidente du Parlement européen du caractère insuffisant des sanctions européennes et de leur mauvaise application par les opérateurs de satellites, en particulier dans les pays tiers. Le Comité note en particulier qu'Eutelsat continue à diffuser la chaîne RT Arabic vers le Moyen-Orient et l'Afrique du Nord et que l'opérateur luxembourgeois SES continue à diffuser Russia Today vers l'Inde.
Les opérateurs et les autorités français tardent cependant à mettre en œuvre les sanctions européennes contre les entreprises russes de médias. La seule décision prise la Direction générale du Trésor en application des sanctions européennes est le gel des actifs de la S.A.S. RT France, filiale d'ANO-TV Novosti.
Le 13 novembre 2024, le Comité Diderot et ses partenaires publient un communiqué de presse sur le fait qu'Eutelsat n'applique toujours pas les sanctions. Le Comité et quatre associations partenaires (Alliance des femmes pour la Démocratie, Pour l'Ukraine leur liberté et la nôtre, Russie-Libertés, Union des Ukrainiens de France) écrivent au Président de l'Arcom, Roch-Olivier Maistre.
Alors qu'Eutelsat annonce une proposition de connectivité par satellite pour l'Ukraine alternative à celle de Starlink, le Comité Diderot souligne que si des contrats sont passés par l'Union européenne, ils doivent être soumis au respect intégral des sanctions par l'opérateur.
Le 19 mars 2025, l'Arcom met en demeure Eutesat de cesser la diffusion de deux chaînes éditées par le National Media Group, indiquant que la diffusion de ces deux chaînes constitue une « méconnaissance des dispositions » des sanctions européennes du 15 décembre 2022. Le Comité Diderot considère cette décision comme une de ses nouvelles victoires mais indique que de nombreuses chaînes des groupes sanctionnés sont toujours diffusées par l'opérateur et s’étonne que les fournisseurs d’accès à Internet (FAI) continuent à permettre l’accès à toutes les chaînes sanctionnées, sans VPN, alors que les sanctions européennes ne concernent pas seulement Eutelsat»,

### Alertes au sujet de chaînes islamistes diffusées par Eutelsat
Dans le contexte de crise au Moyen-Orient résultant de l'attaque menée le 7 octobre 2023 par le Hamas contre Israël, le Comité Diderot lance une alerte sur la présence sur les satellites Eutelsat de chaînes arabophones soutenant des organisations terroristes, en particulier la chaîne libanaise Al Mayadeen et les chaînes Al Masirah du régime houthi du Yemen.
L'alerte lancée par le Comité Diderot concernant Al Mayadeen, dont la liaison montante s'effectuait depuis l'Italie sans l'autorisation requise par la loi nationale, conduit à une enquête de police lancée par le Président de l'autorité italienne des communications, l'Agcom,,,.

### Action contre la présence de Xenia Fedorova au Festival du Livre de Paris
Le 12 avril 2025, le Comité Diderot, avec six autres associations, organise une manifestation au Grand Palais, pour protester contre la sénace de dédidace par Xenia Fedorova, ancienne Présidente de la chaîne RT France, de son livre Bannie. Celle-co est dénoncée comme propagandiste du régime de Poutine,,.